# Bruinkapmuisspecht
De bruinkapmuisspecht of rondoniamuisspecht (Lepidocolaptes fuscicapillus) is een zangvogel uit de familie Furnariidae (ovenvogels).

## Verspreiding en leefgebied
Er zijn twee ondersoorten:
- L. f. fuscicapillus in het zuidwestelijk deel van het Amazonebekken daar waar de rivieren Madeira en de Tapajós samenkomen.
- L. f. layardi in het zuidoostelijk deel van het Amazonebekken langs de rivier de Tapajós

## Status
De grootte van de populatie is niet gekwantificeerd maar de soort wordt omschreven als schaars. Op de Rode lijst van de IUCN heeft deze soort de status niet bedreigd.